# El Fother
José Rafael Arias (Los Mina, Santo Domingo Este, 27 de febrero de 1992), más conocido  como El Fother es un rapero y actor dominicano.

## Biografía
Hijo de Ángel Felicio Arias, El Fother empezó su carrera como rapero en la que más adelante, en una colaboración musical del tema "Un Muerto En Tu Tinaco" donde llegó a conocer al Cirujano Nocturno (rapero de Los Mina) también catalogado como uno de los mejores raperos de la República Dominicana. Los mejores éxitos del Cirujano Nocturno & El Fother se titularon: 6 Kilos, 4 Kilos y 2 Muertos, Bienvenidos, Ella luchó por un sueño, entre otros.
Luego de la muerte del Cirujano Nocturno, El Fother regresa a la música con un tema dedicado a la memoria del mismo, el cual fue titulado Freestyle 2011 y fue producida por el productor musical Chucky El Cibernético.
El Fother es calificado como uno de los mejores raperos de la República Dominicana, pues en sus letras se plasma el estilo de vida violento de los jóvenes dominicanos, que residen en los barrios marginales del Gran Santo Domingo, tales como Los Mina, Guachupita, San Isidro, etc.

## Filmografía
| Película | Película            | Película | Película |
| Año      | Película            | Rol      |          |
| -------- | ------------------- | -------- | -------- |
| 2010     | 4 Kilos y 2 Muertos | El Mismo |          |

## Discografía

### Álbumes de estudio
- 2013 - Verdaderas Vivencias[6][7][8]

- 2015 - Desde el Ghetto

- 2016 - Musical[9][10][11]

### Sencillos
- 2009 Tamo en Malo Coro, Cirujano Nocturno
- 2009 Tu Cree que e' Jugando Manito?
- 2009 Un Muerto En Tu Tinaco, Cirujano Nocturno Ft. Lápiz Consciente, Big K, Blacky RD
- 2009  6 Kilo, Cirujano Nocturno
- 2009 4 Kilos y 2 Muertos, Cirujano Nocturno Ft Blacky RD
- 2009 Te La Quite
- 2009 Yo
- 2010 Bienvenidos, Cirujano Nocturno
- 2010 Cuidate del Jolopero (Black Point, T.y.S & Alex B, Big K, DK La Melodía, Big O, Chacka Alpha y Sensato del Patio)
- 2010  Freestyle 2011 (Dedicatoria al Cirujano Nocturno)
- 2011 Desacatao
- 2011  Aprende A Rapiar
- 2012 Ella Priva En Fina
- 2012 Metiendo Presión (Remix), El Batallón Ft. El Fother
- 2012 A Ti Te Falta
- 2012 Una Palabra
- 2012 Con Tu Pai
- 2013 Rap es mi Arte (Lápiz Consciente, Black Point, Joa El Super MC y Eynrap)
- 2013 Nos Llevan (Mandrake El Malocorita)
- 2013 Con Lo Bolsillo Full
- 2013 Subelo Remix Feat. Cosculluela
- 2013 Yo Soy de To, Lápiz Consciente ft Bulova MC, La Glo, Metrolo, Kiko el Crazy (El Army)
- 2013 Envidia
- 2014 Catástrofe Ft. Lápiz Conciente
- 2014 Los Mina Los Mina Ft. Ft Packer Luther King